# Goła Skała
Goła Skała lub Goła – ostaniec wierzchowinowy wchodzący w skład grupy skał zwanych Ostańcami Jerzmanowickimi. Znajduje się w najwyższych partiach Wyżyny Olkuskiej, w miejscowości Jerzmanowice, w odległości ok. 600 m na południowy zachód od drogi krajowej nr 94. Wznosi się samotnie wśród pól uprawnych. Obok jest jeszcze jeden mniejszy i nie posiadający własnej nazwy ostaniec.
Goła, jak wszystkie Ostańce Jerzmanowickie zbudowana jest ze skał wapiennych. Znajduje się na terenie prywatnym. Jej południowa ściana ma wysokość 10 m i w wielu miejscach porastają ją kępy traw. Ściana północna ma wysokość 11 m, przecina ją depresja i jest trochę bardziej pionowa. Grań Gołej jest ostra i zakończona filarkiem.
Jest jednym z 41 pomników przyrody gminy Jerzmanowice-Przeginia (figuruje w rejestrze wojewódzkim pomników przyrody pod nr 10/22). Tereny te ze względu na piękno krajobrazu i walory przyrodnicze włączone zostały w obszar Parku Krajobrazowego Dolinki Krakowskie.

## Drogi wspinaczkowe
Na Gołej jest 21 dróg wspinaczkowych o stopniu trudności od II do VI.2+ w skali krakowskiej oraz 3 projekty. Jest w niej 5 dróg wspinaczkowych o trudności IV+ – VI+. Niemal wszystkie mają zamontowane stałe punkty asekuracyjne: ringi (r), stanowisko zjazdowe (st) lub ring zjazdowy (rz).

Goła I
1. Bez nazwy; III, 10 m
2. Bez nazwy; IV+, 10 m
3. Bez nazwy; III, 10 m
4. Matka ujawni to co ma; 3r + st, V+, 8 m
5. Goło leć; 3r + st, VI.1, 8 m
6. Goły filar; 3r + st, V, 8 m

Goła II
1. Naga prawda; 3r + st, VI, 8 m
2. Wszystkie formy samobója; 3r + st, VI+, 8 m
3. Plaża nudystów; 3r + st, VI+, 8 m
4. Święty turecki; 3r + st, VI, 8 m
5. Flamastry, żeleźniaki, pleśń; 4r + st, VI+, 9 m
6. Prokreacyjna rozrzutność; 4r + st, V, 9 m
7. Awaria też jest okazją; 3r + st, IV+, 10 m
8. Topless; 3r + ST VI.2/2+, 9 m
9. Wspinacze krakowscy; 4r + st, VI+, 10 m
10. Naturystka; 4r + st, VI.1, 10 m
11. Inwazja na Kubę; 4r + st, VI.1+, 10 m
12. Monopauza; 4r + st, VI.2+, 10 m
13. Oslowska szkoła fakiryzmu; 4r + st, VI.1+, 10 m
14. Zatoka Świń; 4r + st, VI.2, 9 m
15. Goło, ale w ostrogach; 3r + st, VI, 8 m
16. Las rąk; 3r + st, VI+, 8 m
17. Chałupy welcome to; 3r + rz, V, 7 m
18. Za-cha-łupa; II, 6 m[6].